# Justin Reid
Pour les articles homonymes, voir Reid.
(en) Statistiques sur pro-football-reference
Justin Quintin Reid, né le 15 février 1997 à Prairieville en Louisiane, est un sportif professionnel américain de football américain jouant au poste de safety depuis la saison 2018 dans la National Football League (NFL) et pour la franchise des Saints de La Nouvelle-Orléans depuis la saison 2025.
Au niveau universitaire, il a joué pendant trois saisons au sein de la NCAA Division I FBS (2015-2017) pour le Cardinal de l'université Stanford, y obtenant une sélection dans la première équipe de la conférence Pac-12 en 2017.
Sélectionné en 68e choix global lors du troisième tour de la draft 2018 par la franchise des Texans de Houston, il rejoint après quatre saisons les Chiefs de Kansas City avec qui il remporte les Super Bowls LVII et LVIII au terme des saisons 2022 et 2023. Agent libre, il signe le 12 mars 2025, un contrat de trois ans pour un montant de 31,5 millions de dollars avec les Saints de La Nouvelle-Orléans.
Son frère, Eric, est également joueur de football américain.